# موشوكو تينسي
موشوكو تينسي (باليابانية: 無職転生 〜異世界行ったら本気だす〜، بالروماجي: Mushoku Tensei: Isekai Ittara Honki Dasu) هي سلسلة رواية خفيفة من تأليف ريفوجين نا ماغونوتي. نشرت في الأصل على موقع شوسيتسوكا ني نارو، منذ 22 نوفمبر عام 2012 حتى 3 أبريل 2015، وتكونت من 25 مجلدًا. ثم نشرت على شكل رواية خفيفة مطبوعة من قبل ميديا فاكتوري، منذ 23 يناير عام 2014. أنتجت إلى مسلسل أنمي تلفزيوني من قبل استوديو بايند، عرض في 11 يناير عام 2021.

## القصة
تدور حداث القصة حول رجل ياباني في منتصف الثلاثينات، بدين ومنعزل، يعيش بلا هدف حتى يجد نفسه مطرودًا من المنزل بعد وفاة والديه. في لحظة نادرة من الشجاعة، يضحي بحياته لإنقاذ مراهق من حادث دهس. لكنه لا يواجه الموت، بل يولد من جديد في عالم خيالي، حيث يصبح رودياس غرييرات. هذه المرة، يقرر استغلال فرصته، متخليًا عن ماضيه، وسرعان ما يبرع في السحر، متدربًا على يد المعلمة روكسي، وصديقًا لـ سيلفييت، ومدربًا للنبيلة المتمردة إيريس.
لكن حلمه بحياة مستقرة يتحطم حين تضرب كارثة سحرية وطنه، مفرقة بين الناس ومشردة الآلاف. يجد نفسه مع إيريس في أرض غريبة، ويقرر إعادتها إلى ديارها بمساعدة المحارب القوي رويجد. خلال رحلته، يتلقى إرشادات غامضة من إله الإنسان، شخصية مشبوهة ذات دوافع مجهولة. بعد سنوات من المصاعب، يعيد إيريس إلى منزلها، لكن سوء تفاهم بينهما يتركه محطمًا.
يحاول تجاوز ماضيه عبر الالتحاق بجامعة السحر، حيث يجتمع مجددًا بسيلفييت، التي تساعده على التعافي، ويتزوجها. لكنه لاحقًا يقع في حب معلمته روكسي، ويتزوجها أيضًا. مع الوقت، يكتشف أن إله الإنسان يهدد حياته وعائلته، فيحاول مواجهته بتحالف غير متوقع مع أورستد، أحد أعداء الإله. بعد صراعات عديدة، يتصالح مع إيريس ويأخذها زوجة ثالثة.
تتواصل مغامراته بين السحر والمعارك وبناء أسرته، حتى ينجح في إفشال مخططات إله الإنسان. في النهاية، يترك رودياس العالم بسلام في سن الرابعة والسبعين، بعد أن عاش حياة مليئة بالتحديات والإنجازات.

## الشخصيات

### الشخصيات الرئيسية
- رودوس غريرات (باليابانية: デウス・グレイラット، بالروماجي: Rūdeusu Gureiratto)

أداء صوتي: توموكازو سوغيتا (الحياة السابقة)، يومي أوتشياما
- سيلفيت غريرات (باليابانية: シルフィエット・グレイラット، بالروماجي: Shirufietto Gureiratto)

أداء صوتي: آي كايانو
- روكسي إم. غريرات (باليابانية: ロキシー・M・グレイラット، بالروماجي: Rokishī M. Gureiratto)

أداء صوتي: كونومي كوهارا
- إيريس بورياس غريرات (باليابانية: エリス・ボレアス・グレイラット، بالروماجي: Erisu Boreasu Gureiratto)

أداء صوتي: أي كاكوما

### شخصيات أخرى
- بول غريرات (باليابانية: パウロ・グレイラット، بالروماجي: Pauro Gureiratto)

أداء صوتي: توشيوكي موريكاوا
- زينيث غريرات (باليابانية: ゼニス・グレイラット، بالروماجي: Zenisu Gureiratto)

أداء صوتي: هيساكو كانيموتو
- ليليا غريرات (باليابانية: リーリャ・グレイラット، بالروماجي: Rīrya Gureiratto)
- أداء صوتي: لين[8]
- نورن غريرات (باليابانية: ノルン・グレイラット، بالروماجي: Norun Gureiratto)

أداء صوتي: سايا أيزاوا
- أيشا غريرات (باليابانية: アイシャ・グレイラット، بالروماجي: Aisha Gureiratto)

أداء صوتي: يوكي تاكادا
- زانوبا شيرون (باليابانية: ザノバ・シーローン، بالروماجي: Zanoba Shīrōn)
- إيليناليز دراغونرود (باليابانية: エリナリーゼ・ドラゴンロード، بالروماجي: Erinarīze Doragonrōdo)

أداء صوتي: ريه تاناكا
- حاكم البشر (باليابانية: 人神، بالروماجي: Hito-gami)

أداء صوتي: كوجيرا
- رويجيرد سوبرديا (باليابانية: ルイジェルド・スペルディア، بالروماجي: Ruijerudo Superudia)

أداء صوتي: دايسكي ناميكاوا
- غيسلين ديدولديا (باليابانية: ギレーヌ・デドルディア، بالروماجي: Girēnu Dedorudia)

أداء صوتي: ميغومي تويوغوتشي
- كيشيريكا كيشيريسو (باليابانية: キシリカ・キシリス، بالروماجي: Kishirika Kishirisu)

أداء صوتي: يوكا إيغوتشي
- أورستيد (باليابانية: オルステッド، بالروماجي: Orusuteddo)

أداء صوتي: كينجيرو تسودا
- بيروغيوس دولا (باليابانية: オルステッド، بالروماجي: Perugiusu Dōra)

أداء صوتي: ريكيا كوياما

## الإنتاج
بدأت رواية "موشوكو تينسي" كقصة منشورة على موقع Shōsetsuka ni Narō عام 2012، واستمرت حتى 2015. لاحقًا، تحولت إلى سلسلة روايات خفيفة تحت إشراف Media Factory، مع رسوم الفنان Sirotaka، ونُشرت في 26 مجلدًا حتى 2022.
لم تتوقف القصة عند ذلك، فقد تم إصدار سلسلة فرعية بعنوان Redundant Reincarnation، إلى جانب مجلدات خاصة تحتوي على قصص قصيرة ومقابلات مع الكاتب.
أما المانجا، فقد بدأ نشرها عام 2014 تحت إشراف Yuka Fujikawa، وتبعها العديد من السلاسل الفرعية التي ركزت على شخصيات مثل روكسي وإيريس.
وفي 2019، أعلن عن تحويل الرواية إلى أنمي من إنتاج Studio Bind، وعُرض لأول مرة في 2021. حقق الأنمي نجاحًا كبيرًا، ما أدى إلى إنتاج موسم ثانٍ في 2023، وثالث قادم بعد انتهاء الموسم الثاني.
اليوم، تُعد "موشوكو تينسي" واحدة من أبرز سلاسل الإيسيكاي التي أثرت في هذا النوع الأدبي والأنمي بشكل واضح.

## الجوائز والترشيحات
| قائمة الجوائز والترشيحات | قائمة الجوائز والترشيحات | قائمة الجوائز والترشيحات  | قائمة الجوائز والترشيحات | قائمة الجوائز والترشيحات | قائمة الجوائز والترشيحات |
| السنة                    | الجائزة                  | الفئة                     | المستلم                  | النتيجة                  | م.                       |
| ------------------------ | ------------------------ | ------------------------- | ------------------------ | ------------------------ | ------------------------ |
| 2024                     | جوائز كرانشي رول للأنمي  | أفضل أنمي خيالي           | موشوكو تينسي             | رُشِّح                      | [ 18 ]                   |
| 2025                     | جوائز كرانشي رول للأنمي  | أفضل أنمي إيسيكاي (خيالي) | موشوكو تينسي             | رُشِّح                      | [ 19 ]                   |

## وصلات خارجية
- موقع الرواية الرسمي (باليابانية)
- موقع الرواية الخفيفة الرسمي (باليابانية)
- موقع المانغا الرسمي (باليابانية)
- موقع الأنمي الرسمي (باليابانية)
- موشوكو تينسي على موقع ميوزك برينز (الإنجليزية)
- موشوكو تينسي على موقع ميوزك برينز (الإنجليزية)
- موشوكو تينسي على موقع ANN manga (الإنجليزية)